# Alexandru Adrian Popovici
Alexandru Adrian Popovici (n. 6 septembrie 1988, Timișoara, România) este un fotbalist român.El joacă la clubul CSM Slatina.